# サンスター財団
一般財団法人サンスター財団（サンスターざいだん）は高槻市にある一般財団法人である。
1977年、大阪府知事の認可を得て「財団法人サンスター歯科保健振興財団」発足。2011年4月に公益法人改革に伴い一般財団法人認定を受け、現在の法人名に改める。
主に、サンスター本社が展開するデンタルケアー（歯科）を中心に、健康増進・疾病対策・治療、リハビリ、およびそれらの健康教育啓発や、調査研究、並びにそれらの助成を通して、国民の医療・保険分野、および福祉の発展を目指すことを目的としている。

## 主な活動
- 8020運動（80歳までに自分の歯を20本以上残すことを努力目標として取り組む）
- サンスター財団付属千里歯科診療所運営（豊中市千里中央にある歯科医院）
- 金田博夫研究助成基金（本財団創設者である金田博夫の業績をたたえ、歯科医療の研究に尽力する若手歯科技師に研究論文を募り、優秀な人材に対して、本財団が指定する日本国外の医療機関に留学生として派遣、渡航・滞在費を助成する）[4]